# Genki Nakayama
Genki Nakayama (中山 元気 Nakayama Genki?, nacido el 15 de septiembre de 1981 en Yamaguchi) es un exfutbolista japonés. Jugaba de delantero y su último club fue el Renofa Yamaguchi FC de Japón.

## Trayectoria

### Clubes
| Club                | País  | Año         |
| ------------------- | ----- | ----------- |
| Sanfrecce Hiroshima | Japón | 2000 - 2004 |
| Consadole Sapporo   | Japón | 2005 - 2009 |
| Shonan Bellmare     | Japón | 2010        |
| Renofa Yamaguchi FC | Japón | 2011 - 2012 |

## Palmarés

### Títulos nacionales
| Título    | Club              | País  | Año  |
| --------- | ----------------- | ----- | ---- |
| J2 League | Consadole Sapporo | Japón | 2007 |